# تیتان یک
تیتان یک (انگلیسی: HGM-25A Titan I) موشک بالستیک قاره‌پیما چندمرحله‌ای آمریکایی بود که تقریبا بین سال‌های ۱۹۵۹ تا ۱۹۶۵ مورد استفاده قرار گرفت.
بعدها تیتان دو از روی همین موشک توسعه یافت. 